# Lacipa sundara
Lacipa sundara är en fjärilsart som beskrevs av Swinhoe 1903. Lacipa sundara ingår i släktet Lacipa och familjen tofsspinnare. Inga underarter finns listade i Catalogue of Life.